# 지혜문학
지혜문학(智慧文學)은 고대 근동지역에서 유행했던 문학의 한 장르이며, 신성과 덕에 대한 현자의 말씀이나 지혜에 대한 내용이 담겨있다. 이 문학은 전통적으로 구전의 형식을 띄어왔지만, 글의 형태로도 퍼져있다.
군주의 거울은 이슬람 문학과 서구 르네상스 문학의 오래된 문학 장르인데, 지혜문학의 세속적인 형태라고도 말할 수 있다. 고전 고대시기의 이집트, 바빌론, 이스라엘, 인도에서는 헤시오도스의 《일과 날》과 같이 교훈적인 시들이 지혜문학과 비슷하게 지식의 원천이라는 인식이 존재했다.

## 고대 이집트 문학
고대 이집트 문학에서 지혜문학은 세바잇(가르침이라는 뜻) 문학의 한 종류인데, 이 세바잇 문학은 이집트 중왕국시기에 융성하여 신왕국에서는 정전으로 인정받게 되었다. 이 장르의 문학으로는 《카겜니의 교훈》, 《현자 프타호텝의 교훈》, 《충신의 가르침》이 있다.

## 성경의 지혜문학과 유대교 경전
지혜문학의 가장 유명한 예시는 성경에서 찾을 수 있다.

### 지혜의 책
지혜의 책은 히브리어 성경의 소묶음에 대해 칠십인역에서 사용한 용어로, 성서학에서도 사용되는 용어이다. 이 묶음에는 욥기, 시편, 잠언, 전도서, 아가, 집회서와 지혜서(솔로몬의 지혜)이 포함되어 있다. 그러나 시편의 일부는 종종 지혜문학으로 분류되지 않는다.
유대교에서 지혜서와 집회서를 제외한 지혜의 책은 케투빔의 일부로 다뤄진다. 기독교에서 욥기, 시편, 잠언, 전도서, 아가는 모든 교단의 구약성경에 포함되는 반면, 지혜서와 집회서는 성공회나 개신교의 역본에서는 제2경전으로 취급한다.
지혜의 책은 고대 근동에서 유행한 지혜문학의 한 형태로, 유대교 이외에도 많은 지혜의 책을 발견할 수 있다.

#### 70인역
그리스어 명사인 소피아(σοφῐ́ᾱ, sophíā)는 지혜에 해당하는 히브리어인 호크모트(חכמות‏, khakhamút)를 칠십인역 성경에서 번역한 단어이다. 지혜는 지혜의 책으로 분류되는 책들의 중심 주제인데, 이 지혜의 책으로는 일반적으로 욥기, 시편, 잠언, 전도서, 아가, 집회서와 지혜서(솔로몬의 지혜), 그리고 일부 교단에서는 바룩서를 꼽는다. 이 중 마지막 세 책은 구약성경의 외경/제2경전으로 취급된다.

## 고전 문학
- 헤시오도스(기원전 750-650년)의 《일과 날》.
- 아리스토텔레스(기원전 384–322년)의 《니코마코스 윤리학》.
- 마르쿠스 툴리우스 키케로(기원전 106-43년)의 《노년에 관하여》.
- 마르쿠스 툴리우스 키케로의 《의무론》.
- 플루타르코스(서기 46–120년)의 《플루타르코스 영웅전》.
- 마르쿠스 아우렐리우스(서기 121-180년)의 《명상록》.
- 북유럽 문학인 《높으신 분이 말하기를》(서기 1200년 경).
- 프랑수아 드 라로슈푸코(서기 1613–1680년)의 《막심》.

## 같이 보기
- 아포프테그마타 파트룸
- 동양 철학
- 잠언
- 자조론
- 소피아 (지혜)

## 참고 문헌
- Estes, Daniel J. (2010). 《Handbook on the Wisdom Books and Psalms》. ISBN 978-0801038884.
- Crenshaw, James L. (2010). 《Old Testament Wisdom: An Introduction》. ISBN 0-664-23459-3.
- Murphy, R. E. (2002). 《The Tree of Life: An Exploration of Biblical Wisdom Literature》. ISBN 0-8028-3965-7.
- Toy, Crawford Howell (1911). 〈Wisdom Literature〉. 《브리태니커 백과사전》 28 11판.